# Perrero
Perrero é uma comuna italiana da região do Piemonte, província de Turim, com cerca de 773 habitantes. Estende-se por uma área de 63 km², tendo uma densidade populacional de 12 hab/km². Faz fronteira com Roure, Perosa Argentina, Massello, Pomaretto, Salza di Pinerolo, Prali, Pramollo, Angrogna, Villar Pellice.

## Demografia
| Variação demográfica do município entre 1861 e 2011                               |
|                                                                                   |
| Fonte: Istituto Nazionale di Statistica (ISTAT) - Elaboração gráfica da Wikipedia |